# Ranch sorting

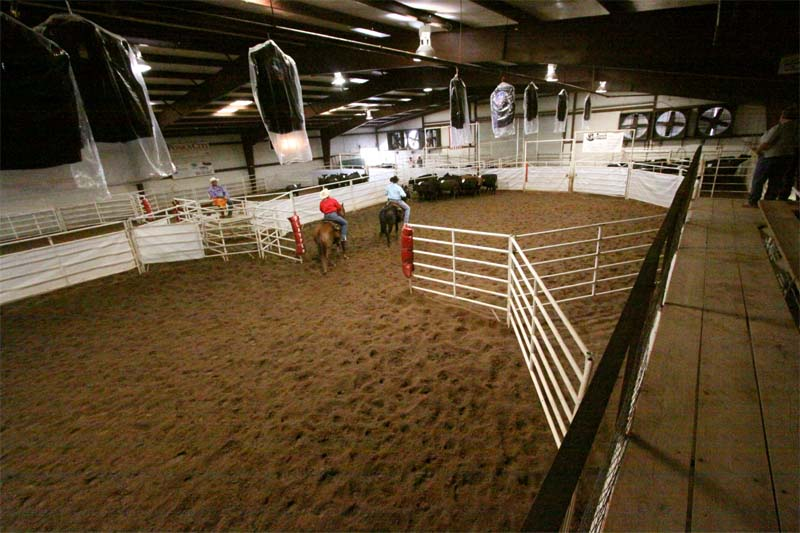
Widok zagród, początek konkurencji

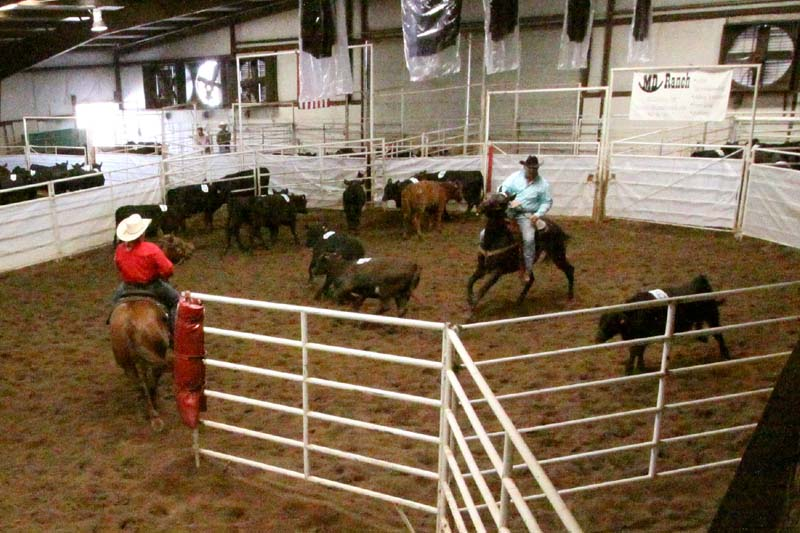
Jeźdźcy w trakcie konkurencji, przeprowadzają cielaki

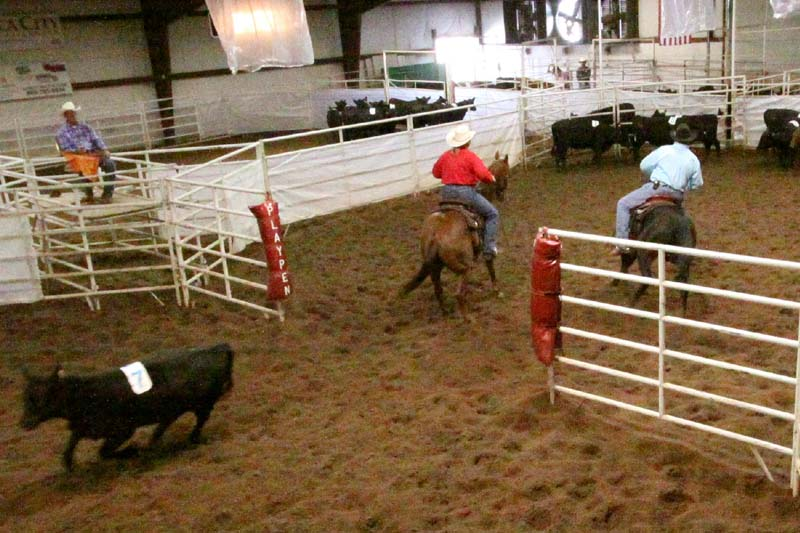
Kiedy cielak przekracza bramkę, drużyna bierze się za kolejnego

Ranch sorting – konkurencja Western riding, która wyewoluowała z pracy na rancho, wykonywanej podczas dzielenia bydła na zagrody, w celu znakowania, leczenia lub transportu. Ranch sorting jest konkurencją, w której dwuosobowy zespół walczy z czasem. Praca zespołowa jest kluczem, dzięki któremu jeźdźcy oddzielają odpowiednie sztuki bydła i przeprowadzają je do zagrody, jednocześnie zawracając cielaki ze złymi numerami. Istnieje wiele wariantów konkurencji, dla jednego, dwóch lub trzech jeźdźców, ale wszystkie polegają na segregowaniu bydła z jednej zagrody do innych we właściwym porządku.

## Zagrody
Ranch sorting jest rozgrywany w dwóch zagrodach, mających około 15 metrów długości z 4-metrowym przejściem między nimi. Rogi zagrody są ścięte pod kątem 45 stopni. Obie zagrody mają ten sam rozmiar i segregowanie przebiega z jednej zagrody do drugiej.

## Zasady
Na początku 11 cielaków, ponumerowanych w celach identyfikacyjnych, znajduje się w jednej zagrodzie, a zawodnicy w drugiej. Czas jest liczony od momentu opuszczenia flagi przez sędziego i przekroczenia przez jeźdźców przejścia pomiędzy zagrodami. Drużyna dwóch jeźdźców przeprowadza cielaki z jednej zagrody do drugiej zgodnie z kolejnością rosnących numerów, zaczynając od wylosowanego numeru podanego przez sędziego. Najszybsza drużyna wygrywa. Jeśli cielak przejdzie do drugiej zagrody w złej kolejności lub cielak, który wcześniej przeszedł, wróci, drużyna jest dyskwalifikowana.